# Doon (Iowa)
Doon – miasto w Stanach Zjednoczonych, w stanie Iowa, w hrabstwie Lyon. Zgodnie ze spisem statystycznym z 2000 roku, miasto liczyło 533 mieszkańców.